# Bérelles
Bérelles és un municipi francès, situat a la regió dels Alts de França, al departament del Nord. L'any 2006 tenia 157 habitants.

## Demografia
| 1962                                       | 1968 | 1975 | 1982 | 1990 | 1999 | 2006 |
| ------------------------------------------ | ---- | ---- | ---- | ---- | ---- | ---- |
| 123                                        | 165  | 167  | 144  | 151  | 156  | 155  |
| Des de 1962: població sense dobles comptes |      |      |      |      |      |      |

## Administració
| Període   | Identitat       | Partit |
| --------- | --------------- | ------ |
| 2001-2008 | Michel Dutremée | PS     |
| 2008-     | Géraldine Traen |        |